# موجة فوق صوتية

صورة بالموجات فوق الصوتية لجنين في الرحم، وهو في الأسبوع 12 من الحمل (مسح ثنائي الأبعاد).

فوق صوتي (مرادفات) مصطلح يطلق على الترددات الصوتية التي تفوق 20 كيلوهرتز. القيمة 20 كيلوهرتز هي قيمة تقريبية للحد الاعلى المسموع لنطاق السمع البشري وتختلف من أذن بشرية لأخرى. يختلف هذا الحدّ من شخص لآخر ويبلغ نحو 20 كيلو هرتز (20000 هرتز) عند البالغين الأصحاء. تعمل أجهزة الموجات فوق الصوتية بترددات تتراوح بين 20 كيلو هرتز إلى بِضْع جيجا هرتز.
تُوظَّف الموجات فوق الصوتية في العديد من المجالات المختلفة. تُستخدَم أجهزة الموجات فوق الصوتية لاكتشاف الأشياء وقياس المسافات. يُستخدَم التصوير بالموجات فوق الصوتية أو التخطيط بالموجات فوق الصوتية (السونار) في المجال الطبي غالبًا. تُستخدَم الموجات فوق الصوتية لاكتشاف العيوب غير المرئية عن طريق الاختبار غير المُتلِف للمنتجات والهياكل، وتُستخدَم صناعيًا في التنظيف والخلط وتسريع العمليات الكيميائية. تستخدم الحيوانات مثل الخفافيش وخنازير البحر الموجات فوق الصوتية لتحديد موقع الفريسة والعوائق.

## التاريخ
يعود تاريخ علم الصوتيات أو علم الصوت إلى زمن عالم الرياضيات فيثاغورس في القرن السادس قبل الميلاد، الذي كتب عن الخصائص الرياضية للآلات الوترية. اكتشف العالم لادزارو سبالإنساني طريقة الخفافيش في تحديد الموقع عن طريق الصدى عام 1794، عندما أظهر أن الخفافيش تصطاد وتتحرك بواسطة صوت غير مسموع، وليس عن طريق حاسة البصر. اخترع فرانسيس غالتون عام 1893 صافرة غالتون، وهي صافرة قابلة للتعديل تنتج موجات فوق صوتية، واستخدمها لقياس مجال سمع البشر والحيوانات، ما يدلّ على أن العديد من الحيوانات يمكنها سماع أصوات ضمن نطاق أوسع من نطاق سمع البشر. كان أول تطبيق تكنولوجي للموجات فوق الصوتية محاولة للكشف عن الغواصات بواسطة بول لانجفان عام 1917. وكان التأثير الكهرضغطي، الذي اكتشفه جاك وبيار كوري عام 1880، مفيدًا في محولات الطاقة (الإشارة) لتوليد واكتشاف الموجات فوق الصوتية في الهواء والماء.

## الأذن البشرية
تستطيع الأذن البشرية سماع الاصوات التي تتراوح تردداتها بين 20 هرتز و 20 كيلوهرتز بوضوح بينما تتوهن جميع الأصوات التي تقل عن 20 هرتز أو تزيد عن 20 كيلوهرتز (20.000 هرتز). لهذا السبب يقوم مصمموا السمعيات بوضع ما يسمى مرشح إلكتروني لتمرير الترددات السمعية فقط كما هو الحال في بطاقات الصوت الخاصة بالحواسيب مثلا.

## السماع عند الحيوانات
تختلف درجة السماع في الحيوانات من فصيلة لأخرى.
الخفاش: يقوم بتوليد موجات فوق صوتية تصل إلى 100 كيلوهرتز ثم الاستماع إليها لتكوين صورة للأجسام المحيطة به.
الكلب: يستطيع سماع الأصوات الأعلى ترددا من السمع البشري.
الأسماك: بعض الأسماك تستمع إلى أصوات بترددات تصل إلى 180 كيلوهرتز والبعض الآخر إلى 4 كيلوهرتز فقط.

## تطبيقات الترددات فوق الصوتية
يمكن تصميم مولدات فوق صوتية وأجهزة تحسس فوق صوتية لاستخدامها في الكثير من التطبيقات الصناعية والطبية مثل:
1. المجالات الحربية: يستخدم في الكشف عن الألغام الأرضية
2. المجالات الصناعية: تعقيم الماء واللبن
3. المجالات الطبية:

- الكشف عن الأورام السرطانية.
- تشخيص تضخم غدة البروستاتا عند الرجال ومدى تأثيرها على المثانة.
- الكشف عن حالة وجنس الجنين باستخدام جهاز السونار.
- تفتيت حصوات الكلى والحالب بدون إجراء عمليات جراحية.

4. المراقبة غير الصناعية CND للكشف عن التشوهات والشقوق داخل المواد وهي تقنية تعتبر حديثة في مجال صيانة البنى التحتية من جسور وانفاق وبنايات كما تستعمل في المجالات النووية لمراقبة مدى مناعة الأبنية والتجهيزات وهي أيضًا تقلل بشكل كبير من أخطار الحوادث المفاجئة ولها استعمالات كثيرة أخرى.

## هوامش
- مرادفات فائق الصوت[1] أو فوق سمعي[2] والمقابل (بالإنجليزية: Ultrasonic أو Ultrasound)‏